# 오토 퇴플리츠
오토 퇴플리츠(독일어: Otto Toeplitz IPA: [ˈɔto ˈtœplɪt͡s], 히브리어: אוֹטוֹ יוֹסֵף טֶפְּלִיץ IPA: [ˈoto joˈsef ˈteplit͡s], 1881년 8월 1일 ~ 1940년 2월 15일)는 독일의 수학자이다. 함수해석학에 공헌하였다.

## 생애

### 유년
1881년 8월 1일 브로츠와프의 유대인 가정에서 태어났다. 아버지 에밀 퇴플리츠(독일어: Emil Toeplitz, 1852~1917)와 친할아버지 율리우스 퇴플리츠(독일어: Julius Toeplitz, 1825~1897) 둘 다 김나지움 수학 강사이자 연구 논문들을 출판한 수학자였다.
브로츠와프에서 김나지움을 다녔다. 이후 브로츠와프 대학교에 입학하여 수학을 공부하였으며, 1905년에 박사 학위를 수여받았다.

### 성년
1906년~1913년 동안 괴팅겐 대학교에 머물렀다. 여기서 퇴플리츠는 다비트 힐베르트의 함수해석학에 영향을 받았으며, 퇴플리츠 연산자의 개념을 개발하였다.
1913년에 킬 대학교의 조교수가 되었으며, 1920년에 정교수로 승진하였다. 1928년에 본 대학교의 교수가 되었다.

### 말년

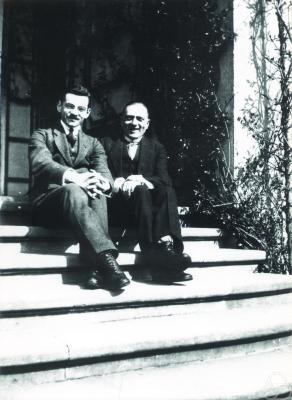
퇴플리츠(右)와 알렉산드르 마르코비치 오스트롭스키(Александр Маркович Островский, 左)

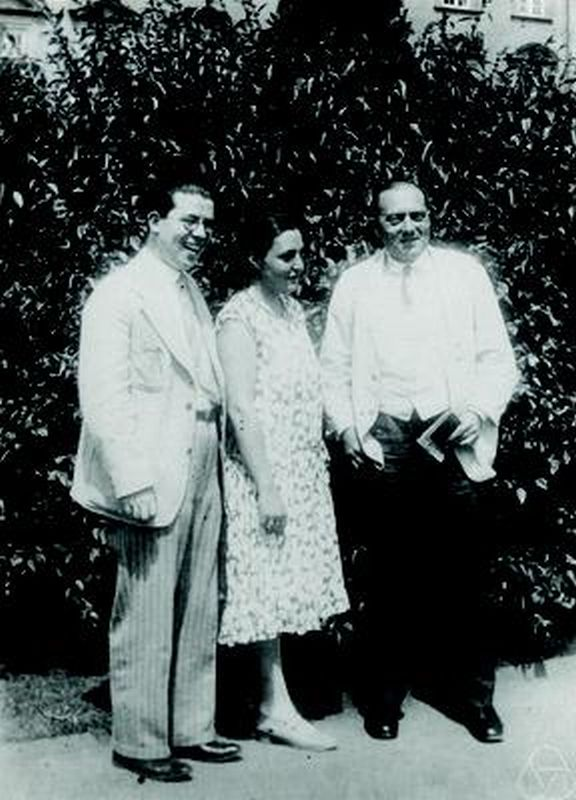
퇴플리츠(右)와 엘리자베트 하게만(Elisabeth Hagemann, 中) · 고트프리트 쾨테(Gottfried Köthe, 左). 본, 1930년 사진

1933년 1월에 나치 당이 독일에 집권하였으며, 반유대주의 정책을 펴기 시작했다. 같은 해 4월에 나치 독일은 모든 유대인 대학 교수를 강제로 퇴임시키는 법을 입법하였으나, 1914년 이전 부임한 원로 교수에 대한 특례 조항으로 인하여 퇴플리츠는 몇 년 동안 교수직을 지킬 수 있었다. 그러나 퇴플리츠는 결국 1935년에 교수직을 잃었으며, 1939년에 당시 영국 위임통치령 팔레스타인에 속했던 예루살렘으로 망명하여 예루살렘 히브리 대학교에서 일했다.
1940년 2월 15일 예루살렘에서 결핵으로 사망하였다.

## 저서
- Toeplitz, Otto (1949).  Blaschke, Wilhelm; Grammel, Richard; Hopf, Eberhard; Schmidt, F. K.; van der Waerden, Bartel Leendert; Köthe, Gottfried, 편집. 《Entwicklung der Infinitesimalrechnung. Eine Einleitung in die Infinitesimalrechnung nach der genetischen Methode》. Grundlehren der mathematischen Wissenschaften (독일어) 56. Springer-Verlag. doi:10.1007/978-3-642-49782-7. ISSN 0072-7830.
  - 《미적분학의 전개. 수학사(數學史)적 방법을 통한 미적분학 개론》
- Rademacher, Hans; Toeplitz, Otto (1933). 《Von Zahlen und Figuren. Proben Mathematischen Denkens für Liebhaber der Mathematik》 (독일어). Springer-Verlag. doi:10.1007/978-3-662-36239-6. ISBN 978-3-662-35411-7.
  - 《수와 도형에 대하여. 수학 애호가들을 위한 수학적 사고(思考) 선집(選集)》

## 같이 보기
- 퇴플리츠 행렬